# Delturus angulicauda
Delturus angulicauda är en fiskart som först beskrevs av Steindachner, 1877.  Delturus angulicauda ingår i släktet Delturus och familjen Loricariidae. Inga underarter finns listade i Catalogue of Life.